# Podhradí (železniční zastávka)
Podhradí je železniční zastávka na trati Cheb – Hranice v Čechách, nacházející se nedaleko obce Podhradí, na území obce Krásná, v okrese Cheb.

## Popis zastávky
Zastávka je vybavena zděným přístřeškem. Nástupiště je tvořeno betonovými panely. V zastávce se nenachází žádné informační tabule ani rozhlas.